# Lista över svenskar som vunnit Uefa Champions League
Följande lista redovisar de svenska manliga spelare som har vunnit Uefa Champions League, inklusive föregångaren Europacupen.

## Svenska vinnare

### 1969
- AC Milan[1]
  - Kurt Hamrin

### 1970
- Feyenoord[1]
  - Ove Kindvall

### 1974
- Bayern München[2]
  - Conny Torstensson

### 1975
- Bayern München[2]
  - Björn Andersson
  - Conny Torstensson

### 1976
- Bayern München[2]
  - Conny Torstensson

### 1999
- Manchester United[1]
  - Jesper Blomqvist

### 2001
- Bayern München[1]
  - Patrik Andersson

### 2006
- FC Barcelona[1]
  - Henrik Larsson

## Svenska finalister

### 1958
- AC Milan
  - Nils Liedholm

### 1969
- Ajax
  - Inge Danielsson

### 1979
- Malmö FF
  - Jan Möller
  - Roland Andersson
  - Kent Jönsson
  - Magnus Andersson
  - Ingemar Erlandsson
  - Robert Prytz
  - Staffan Tapper
  - Anders Ljungberg
  - Jan-Olov Kinnvall
  - Tore Cervin
  - Tommy Hansson
  - Mats Arvidsson
  - Tommy Andersson
  - Claes Malmberg
  - Arne Åkesson

### 1984
- Roma
  - Nils Liedholm (tränare)

### 1988
- Benfica
  - Mats Magnusson

### 1990
- Benfica
  - Sven-Göran Eriksson (tränare)
  - Jonas Thern
  - Mats Magnusson

### 2000
- Valencia
  - Joachim Björklund

### 2001
- Valencia
  - Joachim Björklund

### 2006
- Arsenal
  - Fredrik Ljungberg